# الضيف أحمد
الضيف أحمد الضيف (12 فبراير 1936 - 6 سبتمبر 1970)، ممثل كوميدي مصري ولد بمصر، من مدينة تمى الأمديد بالدقهلية.

## حياته
بدأ حياته الفنية كأحد أعضاء فرقة ثلاثي أضواء المسرح بالاشتراك مع سمير غانم وجورج سيدهم. ظهرت موهبته في التمثيل وهو لا يزال طالبا فحصل على عدة جوائز عن الأدوار التي أداها على مسرح الجامعة وأيضا عن إخراجه لعدة أعمال من روائع المسرح العالمي.
لم يعرف الشهرة الفنية الحقيقية سوى بعد تكوينه لفرقه " ثلاثي أضواء المسرح" التي قدم من خلالها عدة اسكتشات غنائية ومسرحيات كوميدية أشهرها " طبيخ الملائكة" كل واحد له عفريت" و"زيارة غرامية" و"الرجل اللي جوز مراته" التي أخرجها للفرقة.
وعدداً من الأفلام الناجحة جاء في مقدمتها «القاهرة في الليل» عام 1963 و«آخر شقاوة» عام 1964 و«المشاغبون» عام 1965 و«مراتي مدير عام» عام 1966 و«30 يوم في السجن» و«المجانين الثلاثة» عام 1970. وهكذا استطاع أن يترك بصمة متميزة في تاريخ السينما المصرية رغم قصر حياته حيث توفي عام 1970 وهو لا يزال في منتصف الثلاثينات من عمره.

## أعماله

### الأفلام
- 1963: منتهى الفرح
- 1963: القاهرة في الليل
- 1963: عروس النيل
- 1963: زقاق المدق
- 1964: آخر شقاوة
- 1964: مطلوب زوجة فورا
- 1964: أنا وهو وهي
- 1965: آخر جنان
- 1965: الشقيقان
- 1965: هي والرجال
- 1965: ذكريات التلمذة
- 1965: المشاغبون
- 1965: الجبل
- 1966: رجل وامرأتان
- 1966: رحلة السعادة
- 1966: مراتي مدير عام
- 1966: الحياة حلوة
- 1966: الأصدقاء الثلاثة
- 1966: 30 يوم في السجن
- 1967: شاطئ المرح
- 1967: شقة الطلبة
- 1967: شنطة حمزة
- 1967: شباب مجنون جدا
- 1967: نورا
- 1967: إضراب الشحاتين
- 1967: العريس الثاني
- 1967: بنت شقية
- 1968: الزواج على الطريقة الحديثة
- 1968: 3 نساء
- 1968: حلوة وشقية
- 1968: حكاية 3 بنات
- 1968: أفراح
- 1969: نشال رغم أنفه
- 1969: العميل 77
- 1969: الحرامي
- 1970: هاربات من الحب
- 1970: المجانين الثلاثة
- 1970: فرقة المرح
- 1970: لسنا ملائكة
- 1970: واحد في المليون

### المسرحيات
- 1963: أنا وهو وهي
- 1964: طبيخ الملايكة
- 1967: حواديت
- 1967: براغيت

### المسلسلات
- 1965: تركة جدو
- 1965: شرف المهنة

### الفوازير
- 1968: فوازير ثلاثي أضواء المسرح
- 1969: وحوي يا وحوي

### التأليف
- كتب قصة فيلم (ربع دستة أشرار) الذي شارك فيه كبار النجوم من الفنانين أمثال فؤاد المهندس وعبد المنعم مدبولي وشويكار وبمشاركة الفنان سعيد صالح. لم يشارك الضيف أحمد في هذا الفيلم الذي تم إنتاجه في عام 1970 م.

## روابط خارجية
- الضيف أحمد على موقع IMDb (الإنجليزية)
- الضيف أحمد على موقع الدهليز
- الضيف أحمد على موقع قاعدة بيانات الأفلام العربية
- الضيف أحمد على موقع قاعدة بيانات الفيلم (الإنجليزية)